# Edward Sandström
Pour les articles homonymes, voir Sandström.
Edward Sandström, né le 4 janvier 1979 à Örebro, est un pilote automobile suédois. 
Il s'engage en 2012 au sein du W Racing Team pour participer au Blancpain Endurance Series.

## Biographie
Après des débuts en karting, Edward Sandström commence sa carrière sportive en bénéficiant d'une saison gratuite en Junior Touring Car Championship. Fort d'une victoire durant cette première saison, il continue avec sa propre structure l'année suivante et remporte le titre. L'année 2001 représente une saison entière en Formule Ford où il devient vice-champion.
C'est en 2002 qu'il débute en Swedish Touring Car Championship (STCC) avec quatre victoires sur les dix-huit courses de la saison. Les années 2003 et 2004 marquent un nouveau test en monoplace avec une participation au Formula Renault V6 Eurocup. Le manque de résultats le pousse à revenir dans les championnats scandinaves de Tourisme et de Grand Tourisme. Il y remporte de nouvelles victoires en STCC et un titre dans le championnat scandinave de la Porsche Carrera Cup en 2007.
En 2010 et 2011, Edward Sandström est aligné par l'écurie Need for Speed Team Schubert dans le Championnat d'Europe FIA GT3 et en ADAC GT Masters au volant d'une BMW Z4 GT3. Il remporte deux courses d'endurance durant cette période : les 24 Heures de Dubaï et les 24 Heures de Barcelone.
En 2011, il est aussi un des rares pilotes à piloter la Panoz Abruzzi en compétition sur le circuit de Mosport lors de la seconde et dernière apparition de cette voiture en American Le Mans Series 2011.
L'écurie W Racing Team lui offre la possibilité en 2012 de revenir en ADAC GT Masters et de s'engager en Blancpain Endurance Series et lui permet de gagner une troisième course de 24 Heures avec les 24 Heures de Zolder.

## Palmarès

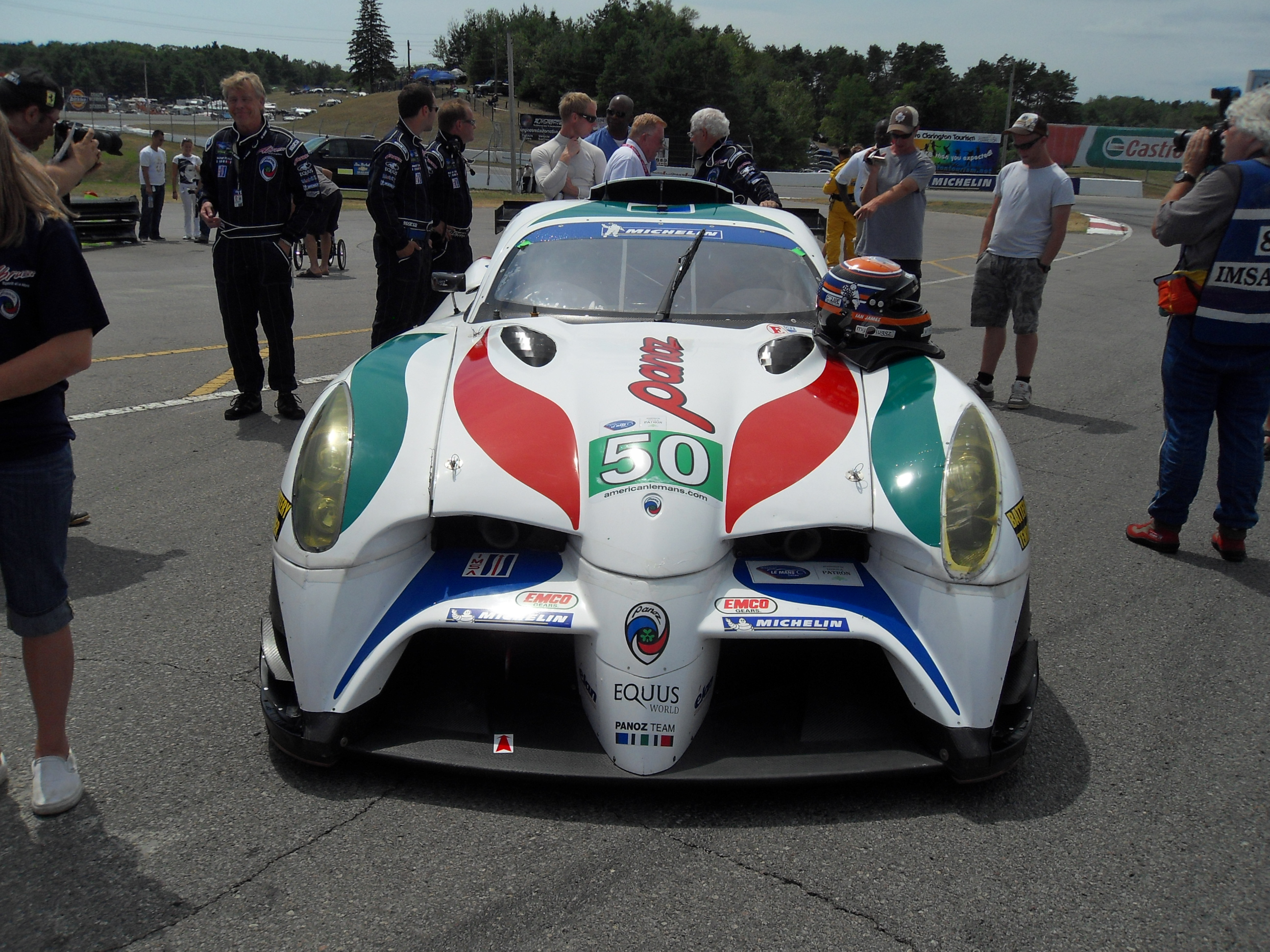
La Panoz Abruzzi à Mosport en 2011

- Champion de Swedish Junior Touring Car en 2000
- Vice-champion de Formule Ford Suède en 2001
- Plusieurs victoires en Swedish Touring Car Championship en 2002 et 2005[4]
- Vainqueur de la version scandinave de la Porsche Carrera Cup en 2007
- Deux victoires en Championnat d'Europe FIA GT3 à Zolder en 2010 et à Portimão en 2011[5]
- Vainqueur des 24 Heures de Dubaï en 2011
- Vainqueur des 24 Heures de Barcelone en 2011
- Vainqueur des 24 Heures de Zolder en 2012
- Vainqueur des 24 Heures du Nürburgring en 2015